# Telson

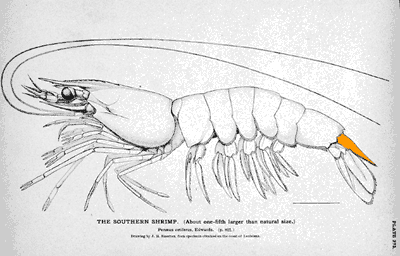
Garnaal met aanduiding van het telson.

Het telson is het laatste lichaamssegment van verscheidene soorten geleedpotigen (Arthropoda):
- Bij Peracarida is het een aanhangsel van het urosoom, dat op zijn beurt een deel van het pleon is.
- Bij kreeften  en garnalen is het de naam voor de middelste lob van de staartwaaier.
- Bij schorpioenen is het het stekeldragende, laatste segment van de staart.
- Ook bij andere spinachtigen (bijvoorbeeld zweepschorpioenen) en primitieve insecten wordt een telson wel aangetroffen.

Algemeen bouwplan van Malacostraca

Algemeen bouwplan van een vlokreeftje